# Mary (álbum)
| Críticas profissionais | Críticas profissionais |
| Avaliações da crítica  | Avaliações da crítica  |
| Fonte                  | Avaliação              |
| ---------------------- | ---------------------- |
| Allmusic               | [ 1 ]                  |
| Robert Christgau       | A−                     |
| Entertainment Weekly   | B+                     |
| Los Angeles Times      | [ 4 ]                  |
| The New York Times     | (favorable)            |
| Q                      | [ 6 ]                  |
| Rolling Stone          | [ 7 ]                  |
| Spin                   | (9/10)                 |
| USA Today              | [ 9 ]                  |
| The Washington Post    | (favorable)            |

Mary é o quarto álbum de estúdio da cantora americana Mary J. Blige, lançado em 17 de Agosto de 1999. O álbum estreou na segunda posição da Billboard 200 e ficou no topo da Top R&B/Hip-Hop Albums por três semanas. Mary recebeu a certificação de platina dupla da RIAA em 18 de Outubro de 2000 e vendeu mais de 2,100,000 cópias nos Estados Unidos.

## Prêmios
Blige ganhou e foi nomeado para várias premiações por esse álbum:
- Ela foi nomeada para 2 MTV Europe Music Awards por Melhor Vídeo and Melhor Canção ("As" com George Michael).
- Em 2000 Blige foi nomeada para um Brit Award por Best International Female Solo Artist.
- 3 nomeações do Grammy por Melhor Performance Vocal de R&B - Feminina ("All That I Can Say"), Melhor Performance R&B por um Duo ou Grupo ("Don't Waste Your Time" com Aretha Franklin), and Melhor Álbum de R&B (Mary).
- Em 2001 Blige foi nomeada para um Soul Train Music Award por Melhor Single R&B/Soul Feminino por "Your Child".
- Blige ganhou um Soul Train Music Award por Melhor Álbum R&B/Soul, (Mary) e foi nomeada para Melhor Álbum R&B/Soul ou Rap.
- Blige também ganhou 2 Soul Train Lady of Soul Awards por Álbum Solo R&B/Soul do Ano por Mary e Canção R&B/Soul ou Rap do ano por "All That I Can Say".  Ela também foi nomeada para Melhor Single R&B/Soul Solo por "All That I Can Say".
- Blige também ganhou o primeiro BET award em Melhor Artista Feminina em 2001 por Deep Inside.

## Faixas
1. "All That I Can Say" (featuring Lauryn Hill) (Compositores: Lauryn Hill)
2. "Sexy" (featuring Jadakiss) (Compositores: Mary J. Blige, Aaron Phillips, Kiyamma Griffin, Jadakiss)
3. "Deep Inside" (featuring Elton John) (Compositores: Blige, Tara Geter, Kevin Deane, Elton John, Bernie Taupin)
4. "Beautiful Ones" (Compositores: Cecil Ward, Rich Harrison, Burt Bacharach, Hal David)
5. "I'm in Love" (Compositores: Ronnie Wilson, Lonnie Wilson)
6. "Time" (Compositores: Blige, Chucky Thompson, Stevie Wonder)
7. "Memories" (Compositores: Carsten  Schack, Kenneth Karlin, Channette Higgens, Channoah Higgens, Blige)
8. "Don't Waste Your Time" (duet with Aretha Franklin) (Compositores: Gen Rubin, Denise Rich)
9. "Not Lookin'" (duet with K-Ci Hailey) (Compositores: Blige, Jean Norris (for JNM Inc.), Dean Hostler, Ike Lee)
10. "Your Child" (Compositores: Gerald Isaac)
11. "No Happy Holidays" (Compositores: Blige, Griffin, Geter)
12. "The Love I Never Had" (Compositores: James Harris III, Terry Lewis, James "Big Jim" Wright, Blige)
13. "Give Me You" (featuring Eric Clapton) (Compositores: Diane Warren)
14. "Let No Man Put Asunder" (Compositores: Bruce Gray, Bruce Hawes)

## Paradas
| País           | Parada (1999)                             | Posição topo |
| -------------- | ----------------------------------------- | ------------ |
| Reino Unido    | UK Albums Chart (Official Charts Company) | 5            |
| Estados Unidos | Billboard 200                             | 2            |
| Estados Unidos | Top R&B/Hip-Hop Albums                    | 1            |
| Canadá         | Canadian Albums Chart                     | 16           |
| Alemanha       | German Albums Chart                       | 38           |